# Lennart Jonsson (direktör)
Carl Lennart Jonsson, född 4 mars 1916 i Eskilstuna, död 5 november 2000 i Enskede församling, var en svensk direktör.
Jonsson, som var son till Carl Jonsson och Clara Wingqvist, blev distriktsombudsman i HSB 1947, organisationschef i Folkets parkers centralorganisation 1952 och var direktör för AB Folkets park i Malmö 1961–1969 (som efterträdare till Harald Lindvall). Han var ledamot av Folkets parkers centralstyrelse, distriktsordförande för Folkparkerna och ordförande i Folkets hus och parkers föreståndarförening.